# Serra Nevada (Estados Unidos)
A Serra Nevada (em inglês e espanhol: Sierra Nevada), também conhecida como The Sierra, é uma cordilheira que se situa na parte oriental do estado da Califórnia, com uma pequena porção que se estende pelo estado de Nevada.
O seu cume mais alto é o monte Whitney (4421 m). A Sierra Nevada oferece uma grande diversidade de paisagens. A variedade de fauna, de flora e de relevo depende da altitude e da orientação do terreno. Atrás da Sierra Nevada encontra-se um grande deserto, o Vale da Morte. A cordilheira conta como parques naturais como o Parque Nacional de Yosemite, famoso pelas suas florestas, cascatas, falésias e cúpulas graníticas.
Entre as localidades na Sierra Nevada encontram-se Carson City, Paradise, South Lake Tahoe, Truckee, Grass Valley, Mammoth Lakes, Sonora, Nevada City, Portola e Colfax.
A Sierra Nevada tem numerosos pontos de interesse científico, paisagístico e turístico, entre os quais:
- Lago Tahoe, o maior lago alpino na América do Norte
- Monte Whitney, a montanha mais alta dos Estados Unidos Continentais (4421 m)
- Half Dome
- Vale de Yosemite
- Parque Nacional de Yosemite
- Parque Nacional da Sequoia
- Parque Nacional de Kings Canyon
- Monumento Nacional Devils Postpile
- Passo Tioga

## Geografia

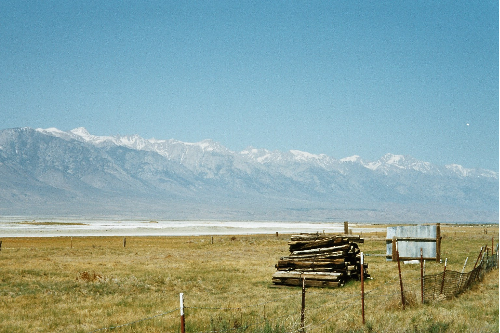
A Sierra Nevada em Lone Pine. Vê-se a vertente oriental da cordilheira e o lago seco de Owens

- A Sierra Nevada estende-se ao longo de cerca de 700 km[1] do passo de montanha Fredonyer a norte ao passo Tehachapi a sul. Está enquadrada a oeste pelo vale central da Califórnia, e a leste pela Grande Bacia (Great Basin). Quanto mais para leste, mais as altitudes aumentam regularmente até à linha de arestas, para descer bruscamente do outro lado. As vertentes orientais dominam a muito ativa falha Owens (vale de Owens). É portanto uma cordilheira assimétrica. O gradiente da altitude aumenta à medida que se se aproxima do sul: o monte Whitney, o mais alto da cordilheira e da Califórnia, fica a sudeste.
- Há mais de 100 milhões de anos, durante a orogenia do Nevada, formou-se granito a grande profundidade. A cadeia terá emergido há cerca de 4 milhões de anos, sendo assim relativamente recente.
- Hidrologia: a maioria dos cursos de água que nascem na cadeia dirige-se para oeste e frena para os rios San Joaquin ou Sacramento. Certos rios correm para leste e terminam em depressões da Grande Bacia: é o caso do rio Walker (Nevada) e do rio Carson. O rio Owens drena para o lago Owens, mas a sua água é captada por um aqueduto que fornece a zona de Los Angeles desde 1913. Hoje o lago Owens está completamente seco.
- A Sierra Nevada tem um clima de montanha. A cordilheira bloqueia a precipitação vinda de oeste. As temperaturas diminuem com a altitude. Devido ao vento Föhn, as regiões da Grande Bacia, que estão situadas mais para leste, são desertos de sombra de chuva onde sopra um vento quente e seco.

Acima dos 2500 m de altitude, no verão, o calor seco é intervalado por fortes tempestades com trovoada.
A combinação de vegetação seca, fraca taxa de humidade e tempestades provoca frequentes fogos florestais.
| Mês | Jan | Fev | Mar | Abr | Mai | Jun | Jul | Ago | Set | Out | Nov | Dez | Ano  |
| --- | --- | --- | --- | --- | --- | --- | --- | --- | --- | --- | --- | --- | ---- |
| Temp. mínimas médias °C                                                                                  | -3  | -2  | 0   | 2   | 5   | 9   | 12  | 11  | 8   | 4   | 0   | -3  | 3,8  |
| Temp. máximas médias °C                                                                                  | 9   | 13  | 15  | 18  | 23  | 28  | 32  | 32  | 30  | 23  | 14  | 9   | 20,5 |
| Precipitação média (mm)                                                                                  | 157 | 155 | 132 | 76  | 33  | 18  | 10  | 8   | 23  | 53  | 140 | 142 | 947  |
| Fonte: « Temperatures & Precipitation », site do Parque Nacional de Yosemite, dados a 1220 m de altitude |     |     |     |     |     |     |     |     |     |     |     |     |      |